# Szepietowo
Szepietowo là một thị trấn thuộc huyện Wysokomazowiecki, tỉnh Podlaskie ở đông-bắc Ba Lan. Thị trấn có diện tích 2 km². Đến ngày 1 tháng 1 năm 2011, dân số của thị trấn là 2305 người và mật độ 1176 người/km².